# Melodic black metal
Melodic black metal este un subgen al muzicii black metal, devenit popular în cercuri underground prin trupe cum ar fi Dimmu Borgir, Satyricon, Dark Fortress, Dissection, Old Man's Child.

## Istoric
Formațiile Dissection și Sacramentum sunt considerate pionerii genului. Ulterior ele au influențat alte formații notabile ca Dark Fortress sau Ancient. Un alt reprezentant important al genului este formația Dimmu Borgir, care prin primul său album For All Tid a influențat multe alte noi formații înființate din 1994 încoace. Black metalul melodic de la începutul anilor 2000 se încadrează într-un fel de uitare din cauza schimbărilor de stil al formațiilor influente majore, și în anii 2010 numărul de trupe de black metal melodic s-a redus drastic.

## Listă de formații melodic black metal notabile
| Formația         | Țara     | Înființare | Note   |
| ---------------- | -------- | ---------- | ------ |
| Dark Fortress    | Germania | 1994       | [ 2 ]  |
| Rotting Christ   | Grecia   | 1987       | [ 3 ]  |
| Ancient          | Norvegia | 1992       | [ 4 ]  |
| Dawn             | Suedia   | 1990       | [ 5 ]  |
| Catamenia        | Finlanda | 1995       | [ 6 ]  |
| Troll            | Norvegia | 1992       | [ 7 ]  |
| Sacramentum      | Suedia   | 1990       | [ 8 ]  |
| Old Man's Child  | Norvegia | 1993       | [ 9 ]  |
| Dissection       | Suedia   | 1989       | [ 10 ] |
| Dimmu Borgir     | Norvegia | 1993       | [ 11 ] |
| Gehenna          | Norvegia | 1993       | [ 12 ] |
| Windir           | Norvegia | 1994       | [ 13 ] |
| Naglfar          | Suedia   | 1992       | [ 14 ] |
| Graveworm        | Italia   | 1992       | [ 15 ] |
| Melechesh        | Israel   | 1993       | [ 16 ] |
| Nokturnal Mortum | Ucraina  | 1994       | [ 17 ] |
| Satyricon        | Norvegia | 1991       | [ 18 ] |
| Siebenbürgen     | Suedia   | 1994       | [ 19 ] |
| The Kovenant     | Norvegia | 1992       | [ 20 ] |
| Vaakevandring    | Norvegia | 1998       | [ 21 ] |